# Wicklung
Als Wicklung wird eine um eine Achse verlaufende Aufwicklung eines Materials im festen Aggregatzustand bezeichnet. Sie dient meist als Bestandteil einer übergeordneten Einheit bzw. Einrichtung. Typische Anwendungen von Wicklungen sind die Befestigung zweier Teile miteinander, die Einpassung eines Zapfens mit Untermaß in eine Bohrung oder die Unterbringung eines flexiblen, länglichen Gegenstands auf kleinem Raum.
Mehrlagige Wicklungen bestehen aus konzentrischen Wendeln, die durch den Wechsel des Wickelsinns übereinander liegen. Eine trägerlose Wicklung wird auch als freitragend oder kernlos bezeichnet. Der Begriff Wickeltechnik bezeichnet alle technischen Vorgänge zum Herstellen von Wicklungen. Wicklungen können von Hand oder mit Wickelmaschinen hergestellt werden. Wicklungen gehören zu den ältesten Erfindungen der Menschheit.
- Garnrollen

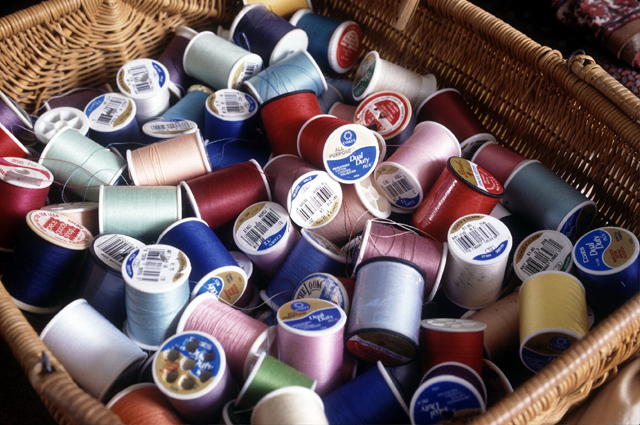
Garnrollen
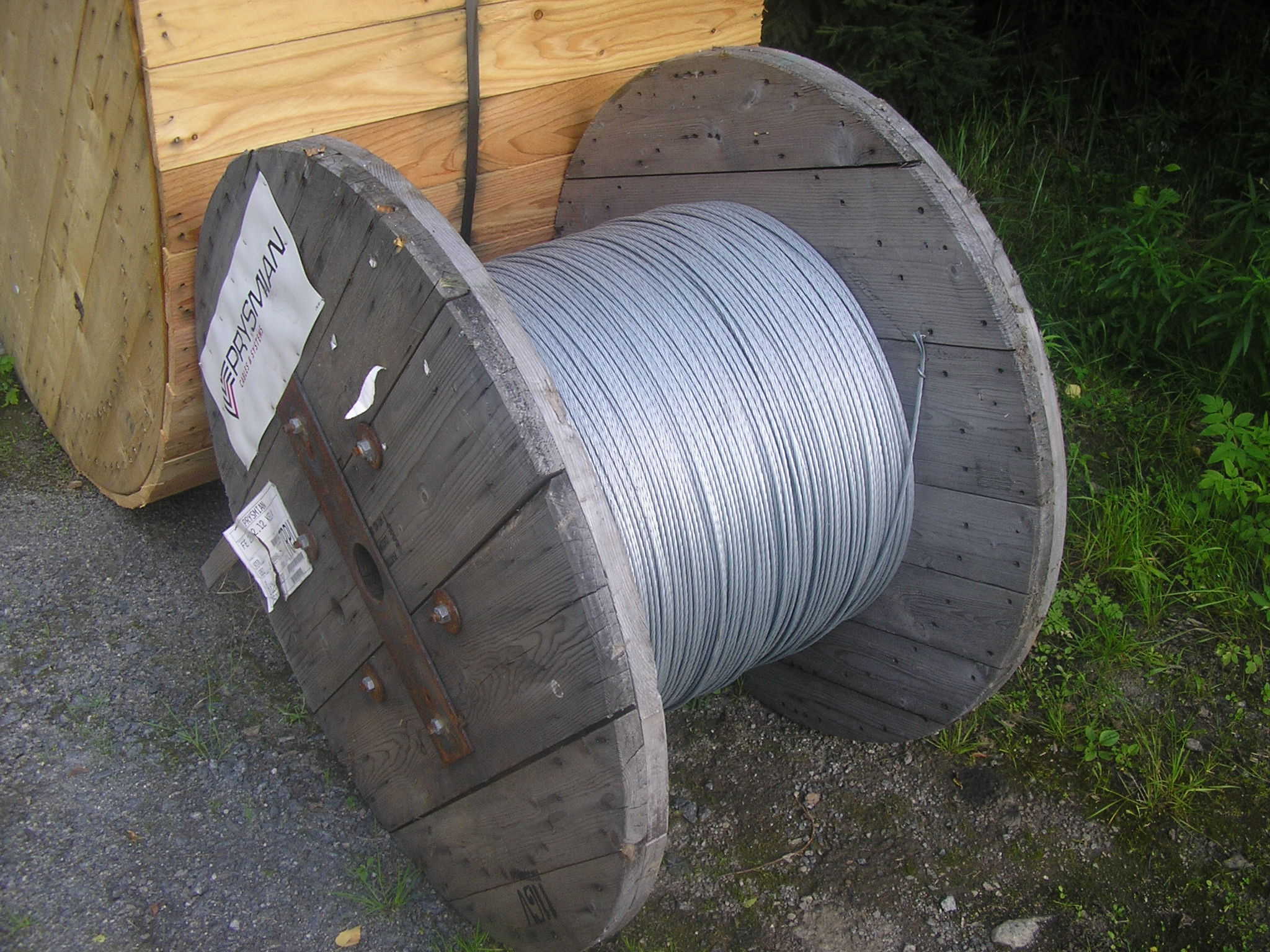
Stahldraht, zu einer Spule aufgewickelt
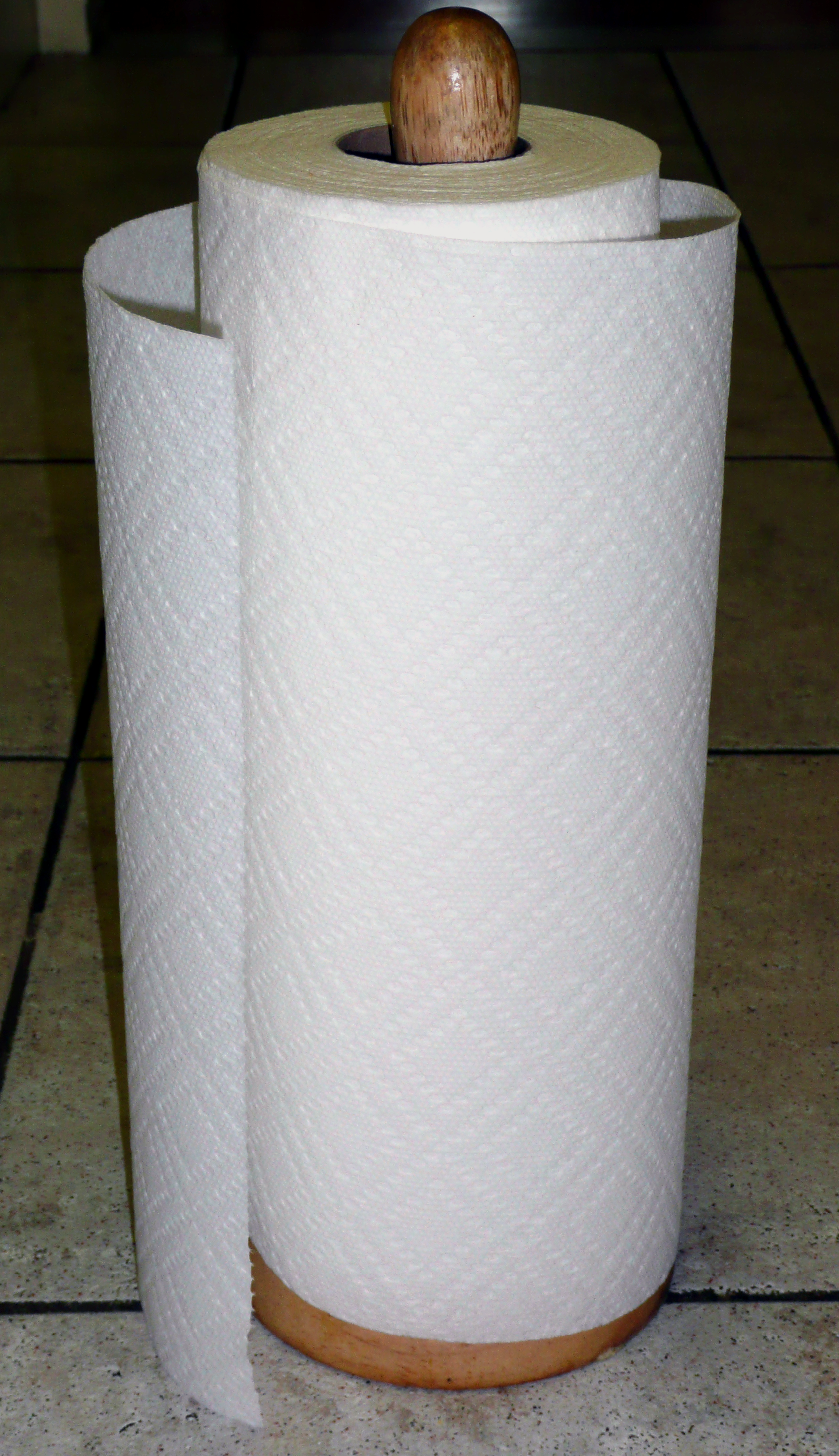
Küchenpapierrolle

- Küchenpapierrolle

## Produktion
In der Produktion (Herstellung und/oder Weiterverarbeitung) ist die Wicklung von flachen Bahnen (Folien, Papier) oder Filamenten (Bänder, Fäden, Drähte) die rationellste Methode der Speicherung des Wickelguts auf kleinstem Raum zum Aufbewahren oder zum Transport. Die Wicklungen werden relativ locker eingestellt, da das Wickelgut zu einem späteren Zeitpunkt wieder abgewickelt werden soll. Außerdem sollen sich die Materialeigenschaften des Wickelguts im aufgewickelten Zustand in der Regel nicht signifikant verändern.

## Waffen

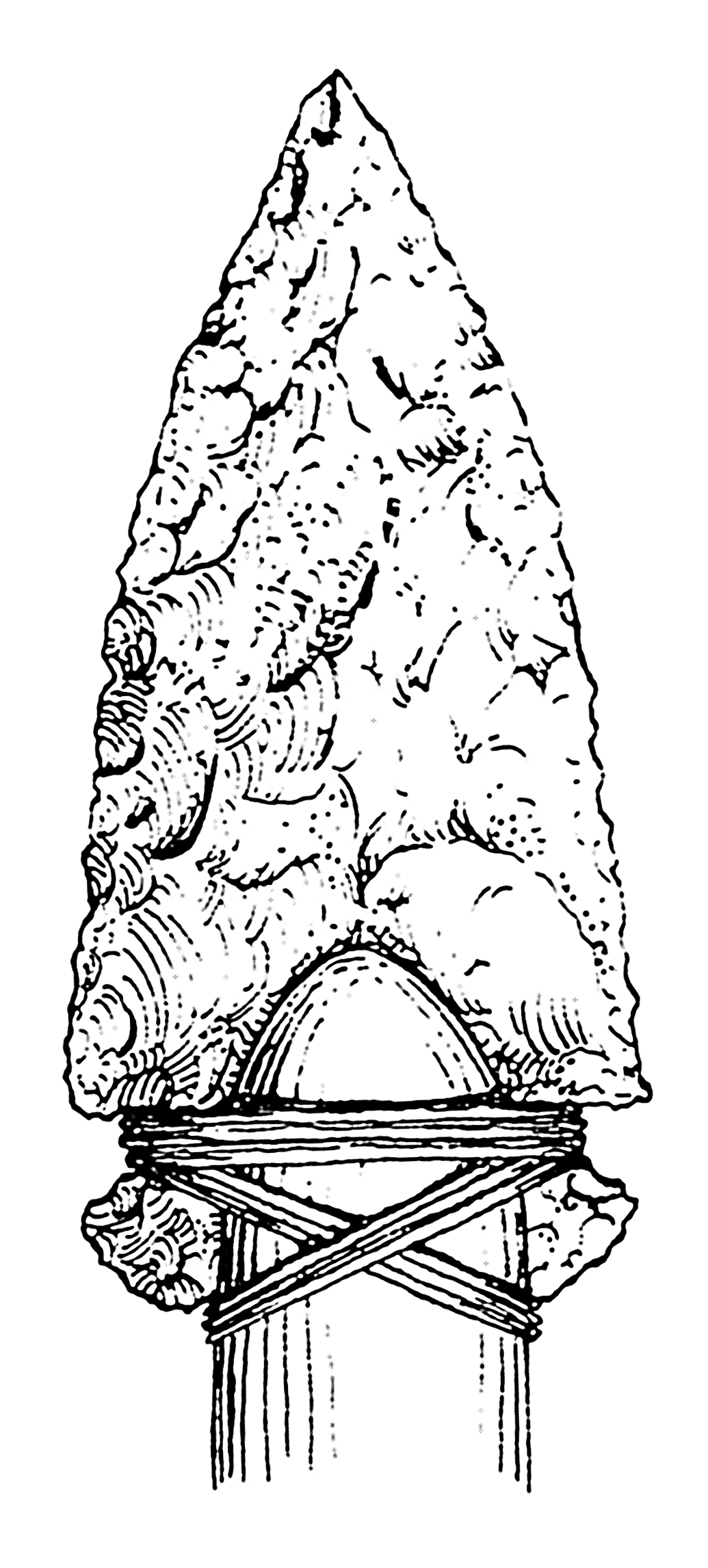
Pfeilspitze aus Stein, mit Wicklung im Schaft befestigt (schematische Darstellung)
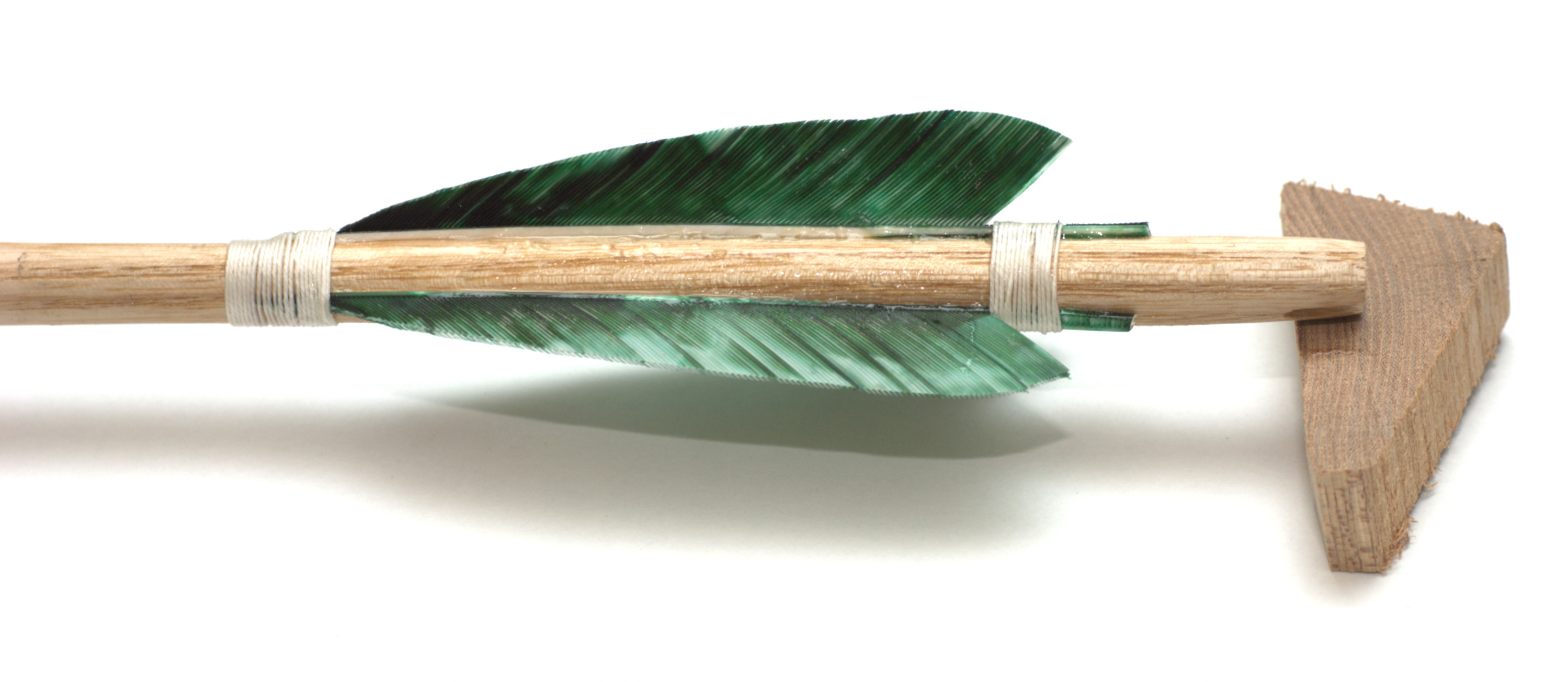
Befiederung eines Pfeils, mit Wicklungen befestigt

Speerspitzen und Pfeilspitzen aus Knochen, Stein oder Metall werden je nach Konstruktion des Schaftes und der Spitze nach dem Einsetzen in den Schaft mit einer Wicklung gegen Herausfallen oder seitliches Ausrücken gesichert, damit die auf den Schaft übertragene Energie über die Spitze möglichst vollständig an das Ziel abgegeben wird. Für diesen Zweck werden sehr feste Wicklungen verwendet, die oft zusätzlich mit klebrigen Substanzen gegen ungewolltes Abwickeln gesichert sind. Die Befiederung an Pfeilen wird bis heute häufig mit Wicklungen befestigt.

## Holzblasinstrumente
Bei Holzblasinstrumenten werden häufig mehrere zylindrische Röhren zum eigentlichen Instrument zusammengesteckt. Die Bohrungen für die entsprechenden Zapfen der einzusteckenden Teile sind mit Übermaß gefertigt, wodurch sich eine Spielpassung ergibt. Für einen dichten Sitz des Zapfens in der Bohrung wird auf den Zapfen eine Fadenwicklung aufgebracht. Die Wicklung muss einerseits einen sicheren Sitz in der Bohrung sicherstellen, darf andererseits aber nicht so dick sein, dass sich das in der Bohrung steckende Teil nur mit großem Kraftaufwand oder gar dem Einsatz von Werkzeugen wieder aus der Bohrung entfernen lässt. Wicklungen an Teilen, die als Stimmzug verwendet werden, müssen zudem dessen mühelose Betätigung ermöglichen, andererseits aber ein ungewolltes Bewegen des Teils durch bereits geringe Krafteinwirkungen verhindern.

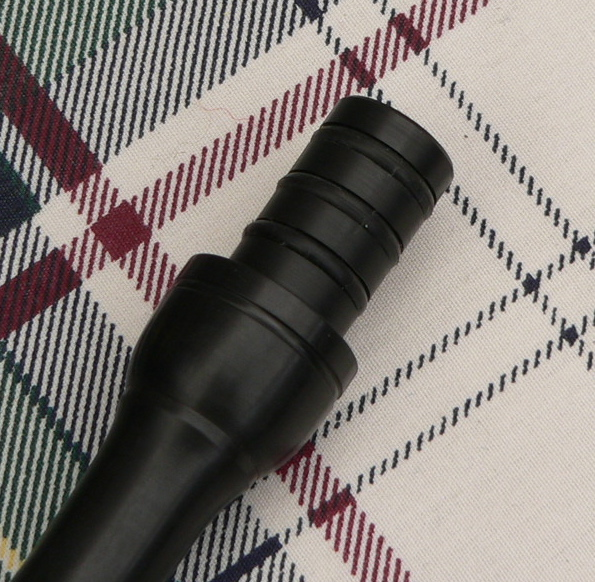
Zapfen an einer Spielpfeife für eine Great Highland Bagpipe vor Aufbringen der Wicklung
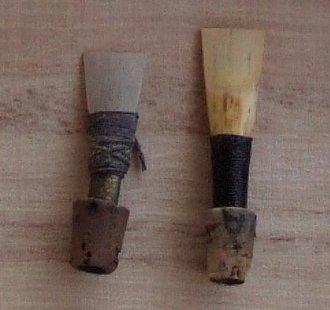
Doppelrohrblätter für Bombarden mit Wicklungen um die Zungen

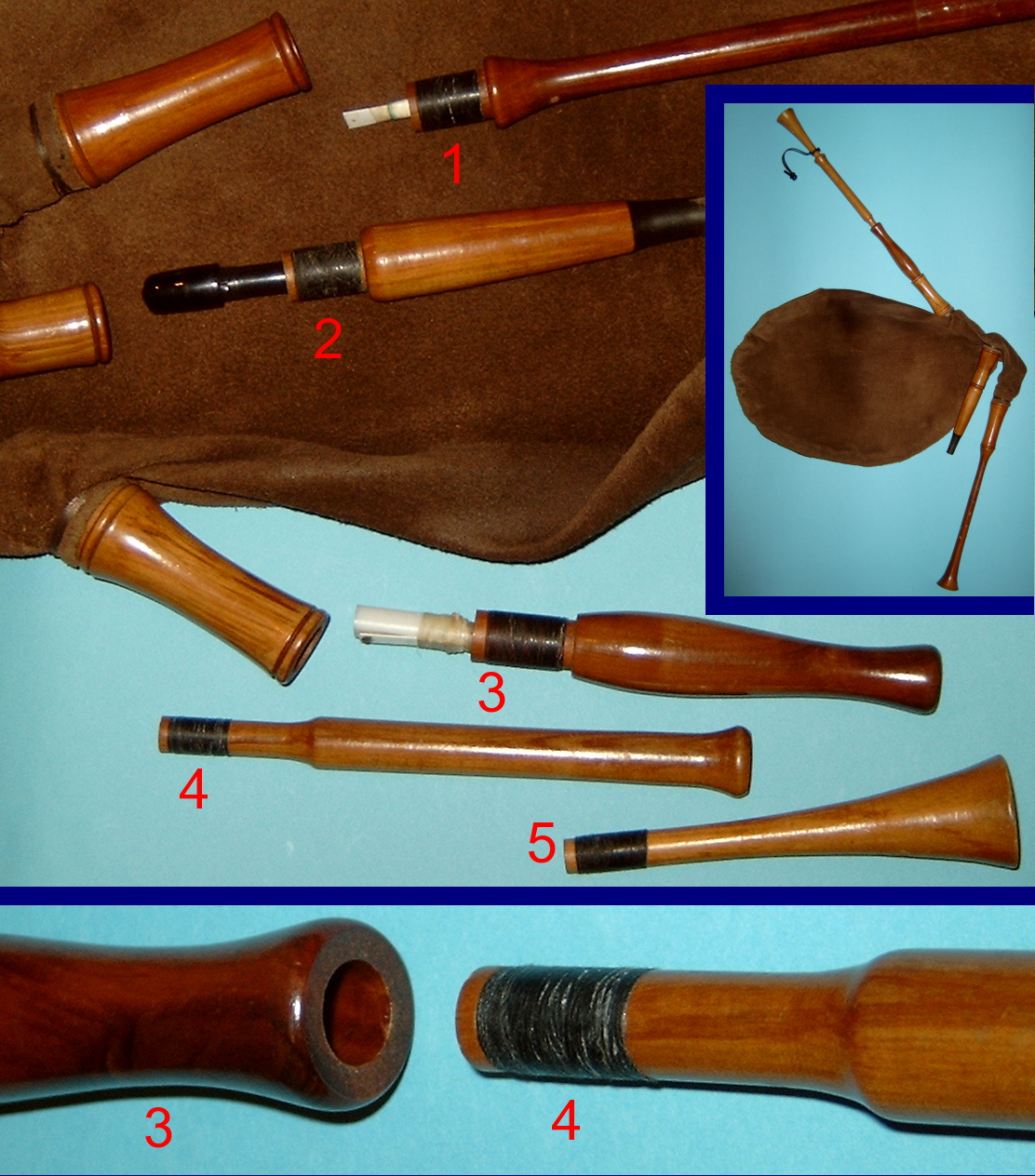
Trocken dichtende Wicklungen an einer Schäferpfeife:
1. an der Spielpfeife und am Doppelrohrblatt;
2. am Anblasrohr;
3. am Bordun, untere Sektion und am Einfachrohrblatt;
4. am Bordun, mittlere Sektion;
5. am Bordun, obere Sektion

Als nass dichtende Wicklung wird eine Wicklung bezeichnet, die erst bei Anwesenheit von Feuchtigkeit ihre Funktion vollständig erfüllt. Sie besteht meist aus einem dickeren, quellfähigen Faden, häufig aus Hanf. Zur Aufrechterhaltung ihrer Funktion benötigt diese Art der Wicklung eine ständige Zufuhr von Feuchtigkeit. Ein Austrocknen einer derartigen Wicklung führt zu deren Schwinden und damit zu Undichtigkeiten. Die nass dichtende Wicklung wird daher meist nur bei mundgeblasenen Instrumenten mit hohem Luftdurchsatz eingesetzt und dort auch nur an Stellen, die ständig von der zugeführten Luft angeströmt werden. Während des Spielens nimmt diese Art der Wicklung Feuchtigkeit aus der durch das Instrument strömenden Atemluft auf. Vor Spielbeginn wird sie häufig zusätzlich befeuchtet, um bereits bei Spielbeginn zu funktionieren. Nass dichtende Wicklungen benötigen kaum Wartung, müssen jedoch relativ häufig erneuert werden, da der Faden durch den ständigen Wechsel zwischen feuchtem und trockenem Zustand allmählich seine Eigenschaften nachteilig verändert, was letztlich zu dauerhaften Undichtigkeiten führt. Ein typisches Instrument, bei dem meist nass dichtende Wicklungen verwendet werden, ist die Great Highland Bagpipe.
Als trocken dichtende Wicklung wird eine Wicklung bezeichnet, die Unabhängig vom Vorhandensein von Feuchtigkeit ihre Funktion erfüllt. Sie besteht meist aus einem dünneren Faden, häufig aus Baumwolle. Der Faden wird meist vor dem Wickeln mit feuchtigkeitsabweisenden Substanzen behandelt. Eine traditionelle Methode besteht darin, den Faden unmittelbar vor dem Wickeln durch maximal handwarmes Bienenwachs zu ziehen. Die trocken dichtende Wicklung kann bei mund- und balggeblasenen Instrumenten unabhängig von deren Luftdurchsatz eingesetzt werden. Sie erfordert mehr Wartung als eine nass dichtende Wicklung. So muss sie regelmäßig nachimprägniert werden. Eine traditionelle Methode ist das Aufbringen von Hirschtalg.
Wicklungen an Holzblasinstrumenten sind Verschleißteile. Durch den auf sie wirkenden Druck bei gesteckter Verbindung verdichten sich die Wicklungen zunehmend, was zu einem entsprechenden Schwund und damit letztlich zu Undichtigkeiten führt. Sitzt die Wicklung noch ganz fest auf ihrem Zapfen, kann dieser Schwund durch das Nachwickeln eines weiteren Fadens ausgeglichen werden. Ist die Wicklung auf dem Zapfen locker oder lässt sich gar auf diesem drehen, muss sie komplett ersetzt werden. Das Warten, Nachbessern und Ersetzen von Wicklungen wird häufig vom Musiker selbst durchgeführt. Um die Haftung der Wicklung auf dem Zapfen zu verbessern, ist die Oberfläche des Zapfens im Bereich der Wicklung häufig in irgendeiner Weise aufgeraut. Eine gängige Praxis ist das Eindrehen von Rillen geringer Tiefe in diesen Bereich.
An Doppelrohrblättern sind die beiden Zungen mit einer Wicklung mit dem Trägerrohr verbunden. Diese Wicklung wird sehr fest ausgeführt und dient neben der Verbindung der Teile auch zur Feinintonation des Rohrblatts. Eine weitere Wicklung kann sich am unteren Ende des Trägerrohrs befinden, um dieses in die Rohrblattaufnahme einzupassen. An aufgebundenen Einfachrohrblättern wird bei vielen Instrumenten die Zunge mit einer Wicklung auf der Kehle befestigt. Diese Wicklung wird sehr fest ausgeführt und dient neben der Verbindung der Teile auch zur Feinintonation des Rohrblatts. Eine weitere Wicklung kann sich am unteren Ende der Kehle befinden, um diese in die Rohrblattaufnahme einzupassen. Wicklungen an Rohrblättern sind in der Regel trocken dichtende Wicklungen, die aus feuchtigkeitsabweisenden Fäden hergestellt werden und sehr wartungsarm sind. Die Wicklungen werden in der Regel so ausgelegt, dass deren Lebensdauer die der Zunge(n) überschreitet. Lediglich die Wicklung zur Einpassung in die Rohrblattaufnahme ist in wenigen Fällen als nass dichtende Wicklung ausgeführt.

## Elektrotechnik
In der Elektrotechnik wird der Begriff Wicklung für eine Spule, hergestellt aus einem Leiter, benutzt. Wicklungen sind auch ein Grundelement von Transformatoren, Relais, Schützen, Motoren und Generatoren, die basierend auf elektrischen Leitern zur Erzeugung bzw. Übertragung von Magnetfeldern dienen. Damit der Strom nur durch die Leiter und nicht quer dazu fließt, sind die Wickeldrähte isoliert. Vor allem in Motoren und Generatoren finden sich häufig sehr komplex ausgeführte Wicklungen. In der Elektrotechnik sind die Windungszahl sowie der Leiterquerschnitt und die Durchschlagfestigkeit der Isolation der Wickeldrähte wesentliche Parameter der Wicklungen.

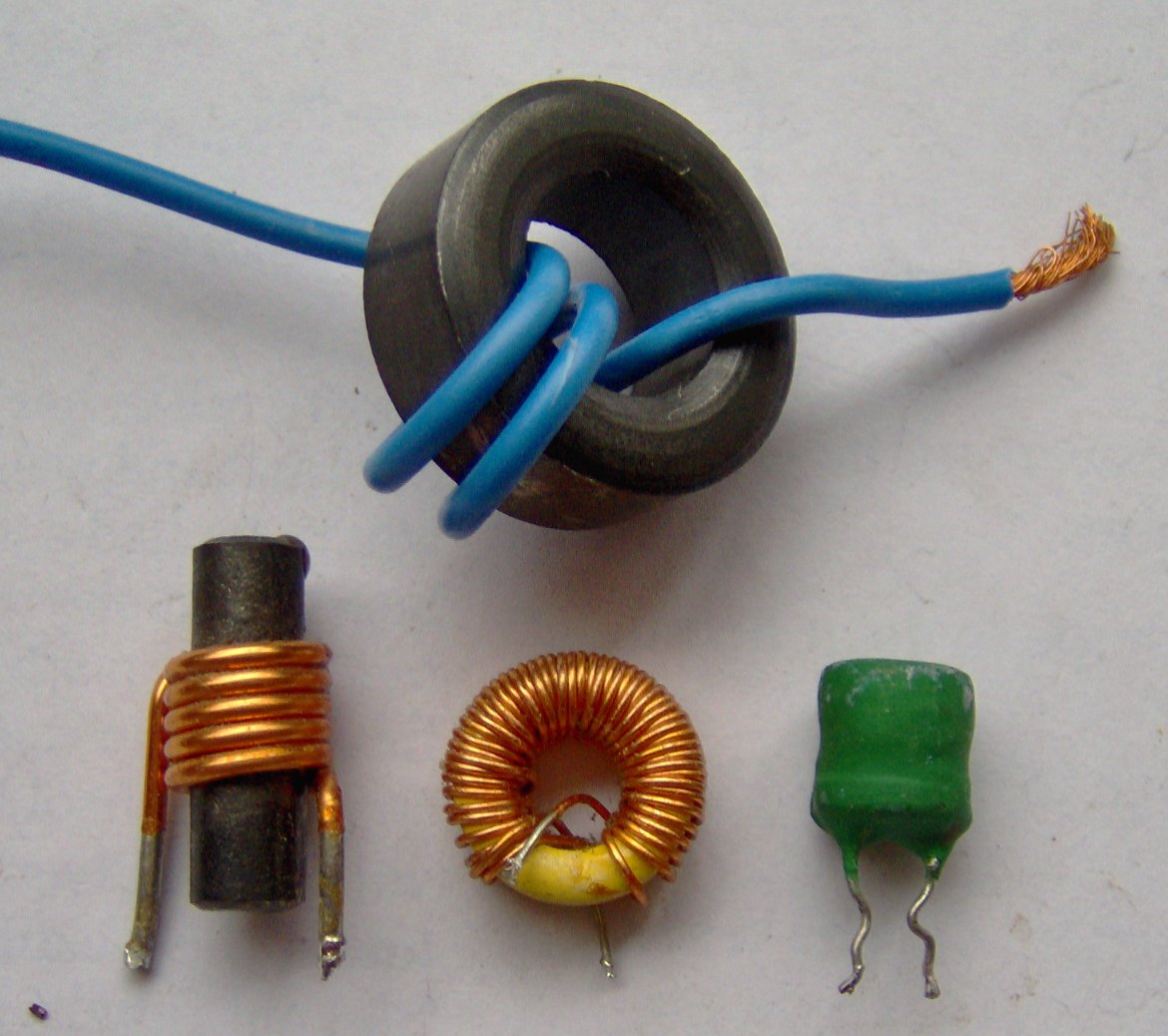
Spulen
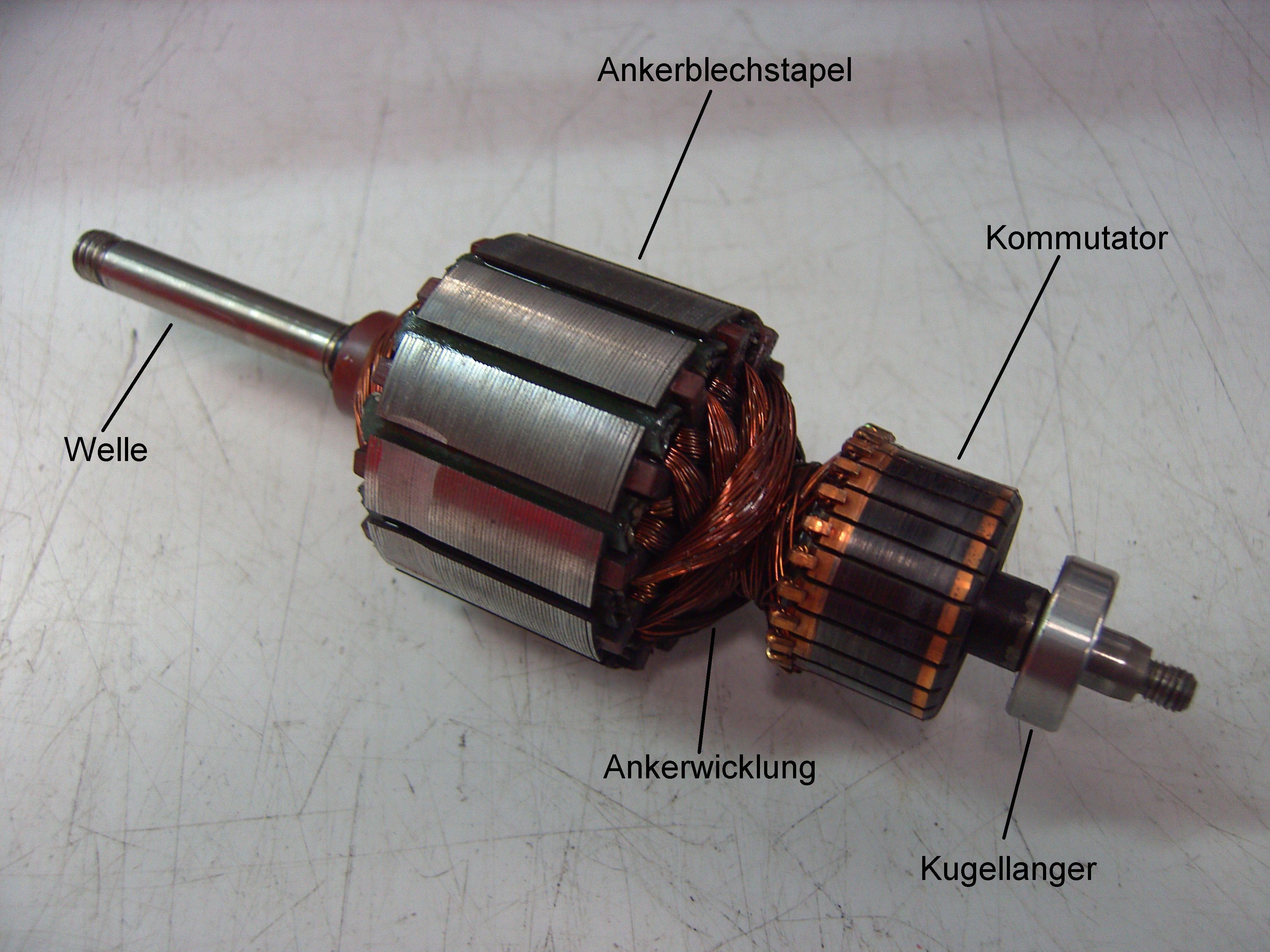
Anker eines Universalmotors
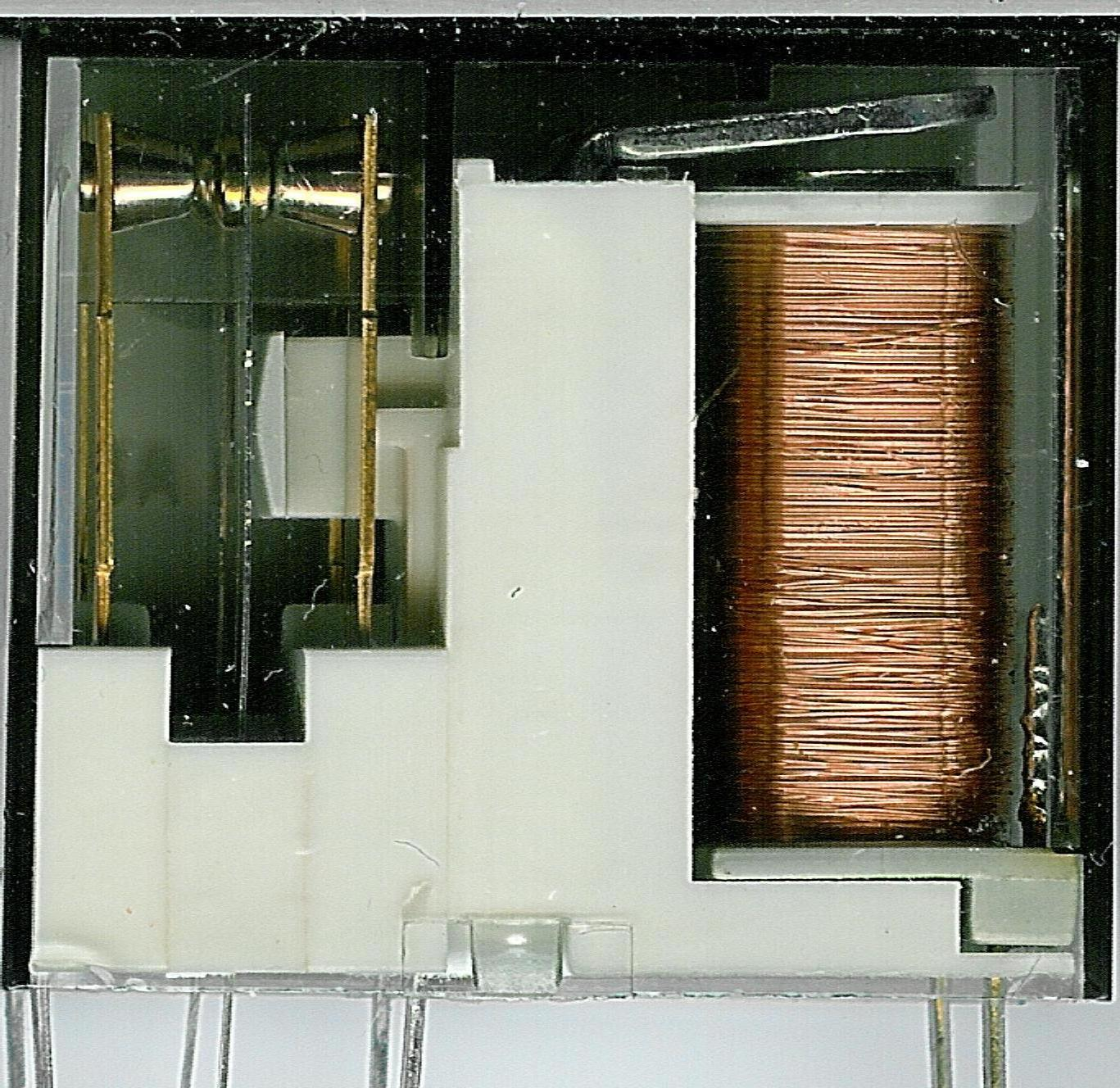
Relais
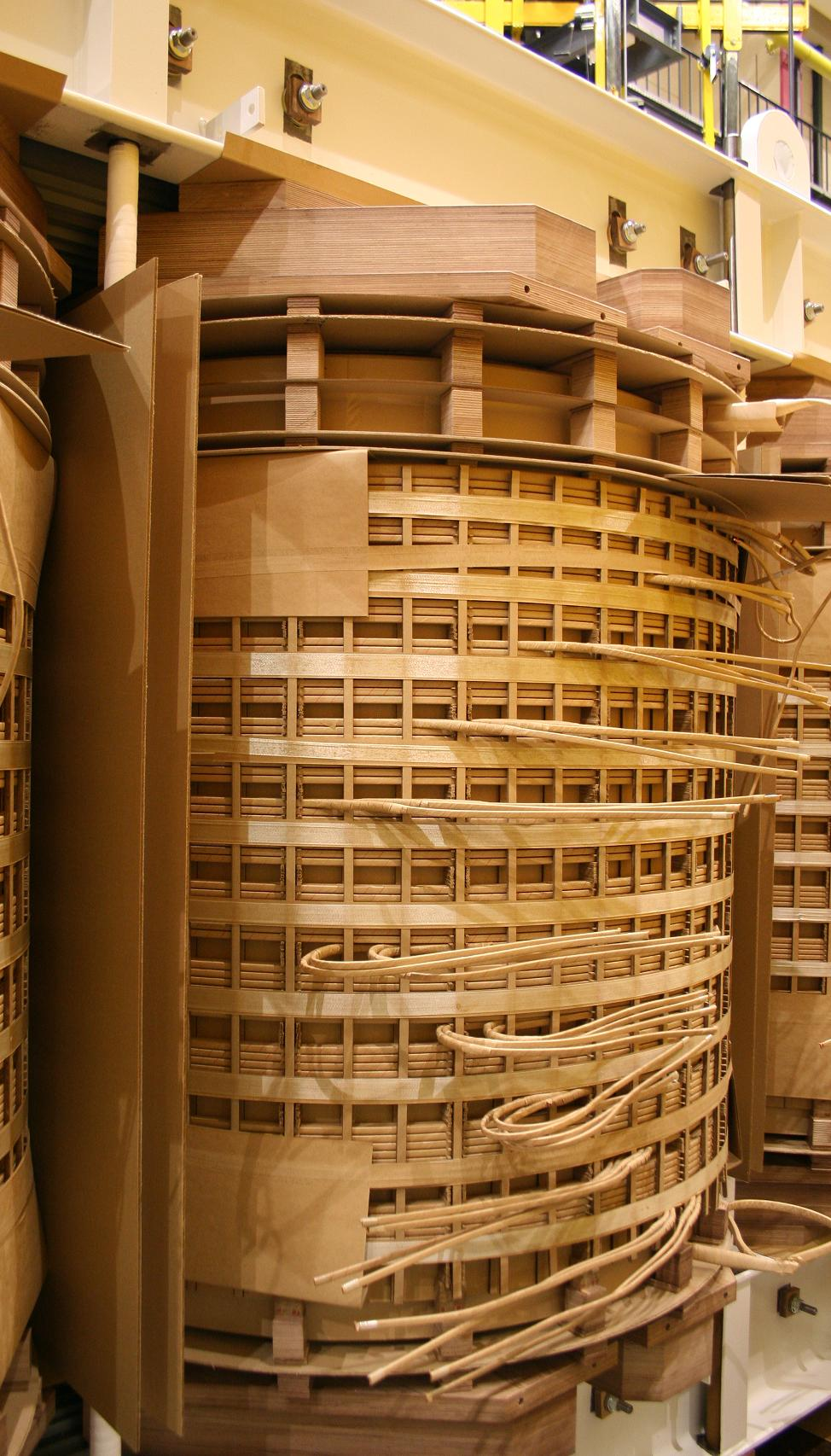
Wicklung eines Leistungstransformators

In der Elektrotechnik können Wicklungen auch durch Ätz- oder Klebeverfahren direkt auf verschiedene ebene Materialien (z. B. feste Leiterplattenwerkstoffe oder flexible Folienwerkstoffe) aufgebracht werden. Diese haben dann meistens eine spiralähnliche Form und können als Single- oder Multilayer ausgeführt sein.
Die gewickelte Spule gehört zu den ältesten elektrotechnischen Bauteilen.